# Vagn Hoffmeyer Hoelgaard
Vagn Hoffmeyer Hoelgaard (født 12. september 1913 i København, død 3. februar 1988 i Spanien?) var en dansk diplomat.
Han var søn af redaktør Jens Arnold Hoelgaard og forfatter Sigrid Emma Hoffmeyer, blev student fra Metropolitanskolen 1932 og var på studieophold ved L'Institut Universitaire de Hautes Études Internationales i Genève i 1935 og 1937. 1938 blev Hoelgaard cand.polit. og samme år sekretær i Valutacentralen og i Udenrigsministeriet 1939.
5. august 1938 blev han gift med forfatteren Sonja Hauberg, men ægteskabet blev opløst 1941. Samme år ægtede han Eva Tolderlund, datter af læge Hother Tolderlund og hustru Caroline f. Holst.
Han blev efter besættelsen vicekonsul (handelssekretær) i London 1945, fuldmægtig i Udenrigsministeriet 1948, økonomisk rådgiver ved ambassaden i Washington D.C. 1952, midlertidig kontorchef i Udenrigsministeriet 1956, udnævnt 1958, leder af talrige handelsdelegationer, Danmarks repræsentant i FN's Økonomiske Kommission for Europa 1961 og 1962, overordentlig og befuldmægtiget ambassadør i Lima og La Paz 1962, ambassadør og leder af Danmarks faste delegation ved Organisationen for økonomisk Samarbejde og Udvikling (OECD) i Paris 1968 og slutteligt dansk ambassadør i Mexico, Havana. Guatemala, San Salvador og Tegucigalpa fra 1973 indtil sin pensionering 1981. han var Kommandør af Dannebrog og af flere udenlandske ordenener.
1981 bosatte han sig i Marbella i Spanien for at nyde sit otium. Den 3. februar 1988 forsvandt han sporløst, efter at han kl. 17.30 forlod sin villa nær Marbella. Han havde kørt i sin bil op til nogle klipper for at nyde solnedgangen, hvor bilen blev fundet af det spanske politi. Hans lig er aldrig blevet fundet, men Vagn Hoffmeyer Hoelgaard formodes at være blevet offer for rovmord.
Vagn Hoelgaard fik sammen med Eva Tolderlund fire børn: Jens Hoelgaard (f. 1944) civilingeniør, Suzanne Hoelgaard (f. 1949) professor i Antropologi ved Cambridge, Eva Elisabeth Hoelgaard (f. 1950) og Lars Hoelgaard (f. 1947), fhv. direktør i Europa-Kommissionen og vicegeneraldirektør i Generaldirektoratet for Landbrug.